# Le Cerf-volant (revue)
Pour les articles homonymes, voir Cerf-volant (homonymie) et Le Cerf-volant.
Le Cerf-volant est une revue littéraire française trimestrielle, sous-titrée Cahier littéraire, créée en 1951 (237 numéros publiés).

## Origines
Cette revue a été créée au 1er trimestre 1951, par Henri Duflot et Renée Garcia, pour défendre la langue française notamment par la poésie.
Son parrain est Jean Cocteau qui lui a donné comme devise  continuer à voler haut dans le ciel des lettres.
Elle est réalisée par l’association Les Amis du Cerf-volant, et diffusée par abonnement en France et à l'étranger.
La revue constitue aussi le bulletin de liaison de l'ASALA (Association artistique et littéraire de l'assurance, des professions bancaires et de leurs amis).

### L'ASALA
Cette association a été fondée en 1952 (JO du 18/09/1952 et du 25/12/1952) par Pierre-Joseph Richard. Elle était à l'origine exclusivement réservée aux professions de l'assurance et de la banque. Elle s'est maintenant ouverte à tous les amateurs de littérature et de poésie, en complétant sa déclaration par "et de leurs amis". Le colonel Rémy a été président d'honneur de l'ASALA de 1970 à 1984.

## Raison d'être
Le Cerf-volant est une revue littéraire éclectique, centrée sur la poésie francophone vivante.
Le cahier littéraire Le Cerf-volant publie des inédits : poèmes, courtes nouvelles, chroniques, critiques signés par de grands noms des Lettres mais aussi par de nombreux auteurs, ainsi que des informations sur la vie littéraire et artistique (publications, concours, manifestations, cinéma, danse, musique, théâtre).

## Organisation éditoriale
Le Cerf-volant est une revue-papier  (ISSN 1269-4630), format bibliothèque 15,5 x 23, pagination d'environ 80 pages) tirée en moyenne à 400 exemplaires. Sa collection représente à ce jour 237 numéros.
La revue est composée chaque trimestre par un comité de lecture. Elle a eu pour directeurs successifs Renée Garcia, Lucien Decobert, et Jean Colin. Elle est actuellement dirigée par Thierry Delcambre.

## Auteurs publiés
- Hervé Bazin
- Francis Carco
- Maurice Carême
- Philippe Chabaneix
- Jean Cocteau
- Daniel-Rops
- Jean-Pierre Desthuilliers
- Paul Fort
- Georges Friedenkraft
- Nicolas Grenier
- Henri Heinemann
- Tristan Klingsor
- Pierre Mac Orlan
- Michel Martin de Villemer

## Les lauriers de l'ASALA
Les lauriers de l'ASALA ont été fondés par Lucien Decobert et Daniel Ancelet en 1991. L'ASALA honore ainsi un écrivain ou un poète par la remise des lauriers, au café Procope ou au Sénat. Chaque lauréat est aussi présenté à cette occasion dans la revue Le Cerf-volant, avec des hommages littéraires ou poétiques. On trouve parmi les plus prestigieux lauréats:
- 1996 : Charles Le Quintrec, et revue no 143.
- 2001 : Jean Dutourd, de l'Académie française, et revue no 182.
- 2002 : Jean Berthet, et revue no 188.
- 2005 : Jean d'Ormesson, de l'Académie française, et revue no 201.
- 2006 : Frédérique Hébrard, et revue no 206.
- 2007 : Bernard Leconte
- 2008 : François de Closets, et revue no 216.
- 2013 : Jean-Marie Rouart, de l'Académie française, et revue no 232.
- 2015 : Didier Decoin, Secrétaire général de l'Académie Goncourt, et revue no 237.

## Dossiers thématiques
- Le Cerf-volant no 192 : numéro spécial Jean Berthet, quatrième trimestre 2006.
- Les Chroniques du Cerf-volant, par Thierry Delcambre, éditions Thierry Sajat, décembre 2014.

## Distinctions
- Le Cerf-volant a reçu en 1972 le Prix de la presse poétique décerné par la Société des poètes français et, en 2011, celui de l'Union des Poètes Francophones (UPF).
- Le Cerf-volant est une des 31 revues de poésie figurant au répertoire de la Société des gens de lettres, dans son petit guide des poètes